# Sensation (Crosses)
Sensation è un singolo del gruppo musicale statunitense Crosses, pubblicato il 18 novembre 2022 come secondo estratto dal quarto EP Permanent.Radiant.

## Descrizione
Traccia d'apertura del disco, il brano presenta una sezione musicale soft e atmosferisca nelle strofe che sfocia in un ritornello pesante e distorto di chitarra e sintetizzatori. La critica specializzata ha inoltre evidenziato come le parti di batteria risultino di ispirazione industrial.
Riguardo al significato del testo, Chino Moreno ha spiegato che si tratta di un brano «pieno di speranza. È fondamentalmente un'immagine dell'uscire da un ambiente grigio e guardare verso un orizzonte sfocato. Non sai davvero cosa c'è, ma sei diretto in un posto bellissimo».

## Video musicale
Il video, diretto da Shaun Lopez e Lorenzo Diego Carrera, è stato diffuso sul canale YouTube del gruppo lo stesso giorno della pubblicazione del singolo. In esso viene mostrata la protagonista ricorrente dei video del duo, interpretata dall'attrice Thais Molon, che emerge da un incidente d'auto e cerca di trovare casa.

## Tracce
Testi e musiche di Chino Moreno e Shaun Lopez.
Download digitale
1. Sensation – 4:36

Download digitale – remix
1. Sensation (Suicideyear Remix) – 3:00

## Formazione
Hanno partecipato alle registrazioni, secondo le note di copertina di Permanent.Radiant:
Gruppo
- Chino Moreno – voce, strumentazione, programmazione
- Shaun Lopez – strumentazione, programmazione

Produzione
- Shaun Lopez – produzione, ingegneria del suono
- Crosses – produzione
- Clint Gibbs – missaggio
- Eric Broyhill – mastering